# Spominski čorten Thimphu
Spominski čorten, tudi znan kot Spominska stupa ali Thimphu čorten, je stupa (dzongkha chöten, cheten) v Thimphuju, Butan in stoji blizu glavnega križišča in vojaške bolnice. Stupa, ki dominira v centru mesta, je bila zgrajena leta 1974 v čast tretjemu butanskemu kralju, Džigme Dordži Wangčuku (1928–1972). Ta izstopajoča znamenitost mesta ima zlate zvonove in stolpiče. Leta 2008 je bila stupa obnovljena. Ta čorten je ljudsko poimenovan kot »najvidnejša verska znamenitost Butana«. Stupa je bila posvečena pokojnemu Dudjom Rimpocheju. Ta stupa za razliko od ostalih ne vsebuje posmrtnih ostankov nekdanjega kralja. Le kraljeva slika krasi dvorano v pritličju. Ko je bil kralj še živ je hotel postaviti čorten, ki bo predstavljal zavest o Budi.

## Zgodovina
Spominski čorten v Thimphuju je zasnoval Thinley Norbu Rinpoche (1931–2011), v skladu s tradicijo tibetanskega budizma Nyingma. Postavljen je bil leta 1974 v spomin na Džigme Dordži Wangčuka, 3. druk Gyalpa, ki je umrl leta 1972. Glavna pokroviteljica je bila mati Druk Gyalpa, Phuntsho Choden.

## Arhitektura
Arhitektura je bila zasnovana tako, da jo predstavlja kot »eno najvidnejših verskih struktur v Thimphuju«. Spominski čorten v središču mesta, je zasnovan v tibetanskem slogu stup, imenovan tudi Jangčup čorten. Po zasnovi je klasična stupa, s piramidalnim stebrom, ki ga kronata polmesec in sonce. Tu je značilnost, ki jo zaokroženi del navzven zasuka, da dobi obliko vaze (piramidalno obliko), za razliko od oblike kupole. Čorten prikazuje tantrična božanstva v nadnaravni velikosti, od katerih jih je 36 v eksplicitnih Yab-Yum erotičnih pozicijah.

### Zunanjost
Čorten je velika bela zgradba okronana z zlato konico in manjšo zlato konico nad sprednjo verando. Pristop je skozi majhen vrt in vrata, okrašena s tremi rezbarijami iz skrilavca. Na zunanji strani vrat so tri zaščitne bodhisatve - Avalokiteśvara (simbol sočutja), Mañjuśrī (simbol znanja) in Vajrapāṇi, simbol moči. Na notranji strani so plošče, vklesane s podobo Ngawang Namgyala, Gautama Buda in Padmasambhava. Na levi strani so velika molitvena kolesa. Čorten vsakodnevno privablja številne starejše Butance, ki ga obkrožajo, vrtijo velika rdeča molitvena kolesa in molijo v svetišču. Stupa ima štiri vhode, samo en pa je namenjen posvečencem, da obiščejo svetišče. 

### Notranjost
Čorten je okrašen z bogato izrezljanimi figurami, ki so obrnjene v štiri smeri, vsebujejo pa mandale, kipe in svetišče, posvečeno tretjemu kralju. Pritličje čortena je posvečeno učenju Vadžrakilaje. Ima štiri svetišča, na vsakem je kraljeva slika, z vzhodnim svetiščem, v katerem je slika Bude. Iz pritličja vodi stopnišče v še dve nadstropji, vsako nadstropje ima štiri svetišča. Centralno postavljena velika lesena rezbarija pokriva vsa tri nadstropja za svetišči; veliko lesenih rezbarij večinoma prikazuje zaščitna božanstva gnusnega izgleda. Streha je dostopna z drugega nadstropja, zaščitna ograja pa pokriva teraso v tretjem nadstropju. Drugo nadstropje je namenjeno učenju sekte Drukpa, šole Kagyu, da bi podredila osem vrst zlih duhov. Zgornje nadstropje je namenjeno učenju lame Gongdü (Wylie: bla ma dgongs 'dus). Ta tri nadstropja skupaj tvorijo ezoterična učenja sekte Nyingmapa. Vsa besedila je nekoč skrivala Padmasambhava, tertoni pa so jih ponovno odkrili v 19., 12. in 14. stoletju. V zgornjem nadstropju so slike, ki prikazujejo različna božanstva šole Nyingma in slike, ki se pojavljajo v bardo. Nad zgornjim nadstropjem je galerija, po kateri se lahko sprehodi po obodu čortena s  pogledom na mesto.

## Verska praksa in festival
Čorten se mora obkrožiti le v smeri urinega kazalca (recitiranje molitev in vrtenje velikih rdečih molitvenih koles), kot to velja za vse verske strukture v Butanu. Tu se odvija molitveni festival Monlam, ko Je Khenpo (verski vodja Butana) nagovori in blagoslovi tiste, ki se ob tej priložnosti zbirajo.